# Fannie Barrier Williams
Fannie Barrier Williams, nata Frances Barrier (Brockport, 12 febbraio 1855 – Brockport, 4 marzo 1944), è stata un'insegnante e musicista statunitense, ritrattista e attivista per i diritti delle donne, nonché la prima donna nera ad essere iscritta al Chicago Woman’s Club. Divenne molto famosa per i suoi sforzi volti ad ottenere il diritto per le persone di colore ufficialmente rappresentate nel Consiglio di controllo della Fiera Colombiana di Chicago del 1893. Fu anche musicista, ritrattista e studiò lingue straniere.

## Biografia

### Primi anni di vita
Frances (Fannie) Barrier nacque il 12 febbraio 1855, la più giovane dei tre figli nati da Anthony e Harriet Barrier. Suo padre, nato in Pennsylvania, venne a Brockport, New York, da bambino. Ha affermato di essere parzialmente di origine francese. Lavorò come barbiere e in seguito divenne commerciante di carbone. Sua madre è nata a Sherburne, una piccola comunità nella Contea di Chenango, New York, ed era una casalinga che ha dedicato la sua vita alla crescita dei suoi figli e alla partecipazione alle attività della chiesa. La coppia si sposò a Brockport, dove erano una delle poche famiglie nere in città. La sua famiglia faceva parte di una classe privilegiata poiché suo padre aveva costruito un solido portafoglio immobiliare e possedeva un'attività redditizia. Barrier ha avuto un contatto intimo con l’élite bianca, senza subire alcun tipo di discriminazione diretta che era prominente altrove nel paese. La famiglia Barrier frequentava la First Baptist Church a Brockport, dove il padre di Barrier era un leader laico molto rispettato, sua madre insegnava la Bibbia e suonava il piano. Erano l'unica famiglia nera della congregazione.
In un articolo autobiografico del 1904 sull'Independent, Barrier ricordò della sua giovinezza Brockport che "...non ci poteva essere una relazione più cordiale, rispettosa e intima di quella della nostra famiglia e dei bianchi di questa comunità".
Barrier e i suoi fratelli, Ella e George, hanno frequentato il "dipartimento primario" o la scuola del campus del vecchio Brockport Collegiate Institute. Dopo di che, Fannie Barrier continuò nella nuova incarnazione della scuola come Brockport State Normal School (ora SUNY-College a Brockport), e fu il primo afroamericano a laurearsi nel 1870.

### Formazione e inizio carriera
Dopo la laurea la Barrier andò a sud per insegnare in una scuola per neri a Hannibal, Missouri, dove incontrò un livello di razzismo che non aveva mai sperimentato a Brockport. Per la prima volta fu testimone di segregazione, intimidazione, aggressione fisica e altre degradazioni subite da molti neri. Ha riferito di essere stata "distrutta" dalla discriminazione che ha incontrato e questa nuova consapevolezza del razzismo nei confronti delle donne di colore alla fine l'ha portata a perseguire una vita di attivismo.
Scoraggiata dal razzismo che stava vivendo, la Barrier lasciò il sud per studiare pianoforte al New England Conservatory of Music di Boston, Massachusetts. Tuttavia il conservatorio aveva una portata e un'influenza diffuse, attirando studenti sia dal nord che dal sud. Gli studenti bianchi del Sud si opposero alla presenza della Barrier e fu costretta ad andarsene.
Dopo aver lasciato il conservatorio di Boston, si recò a Washington per insegnare, unendosi al movimento educativo emergente, che si concentrava sui liberti e le donne libere. Il movimento educativo e la comunità le permisero di socializzare e di stabilire legami con altri neri istruiti. Incontrò prò anche notevoli difficoltà a causa della sua razza quando si iscrisse alla School of Fine Arts di Washington per studiare ritrattistica.
Mentre insegnava a Washington, incontrò il suo futuro marito Samuel Laing Williams della Georgia e Chicago. Lavorò presso l'Ufficio pensioni degli Stati Uniti mentre studiava legge alla Columbian University (poi Università George Washington). Si sposarono a Brockport nell'agosto 1887, tornarono a Washington, e alla fine si stabilirono a Chicago, Illinois, dove Williams fu ammesso all'Ordine degli avvocati dell'Illinois e iniziò uno studio legale di successo. La coppia si unì alla All Souls (Unitarianismo) Church di Chicago.

### Attivismo sociale e opere di beneficenza
La Barrier Williams e suo marito Samuel Laing Williams facevano parte dell'aristocrazia del Midwest nero e divennero attivi tra gli attivisti e i riformatori della comunità locale. L'élite nera di Chicago comprendeva due gruppi distinti, la vecchia guardia, molti dei quali emigrarono a Chicago per sfuggire al clima opprimente del sud, e la nuova generazione. Combinate, erano conosciute come le "Black 400".
La nuova generazione di solito nasceva libera e istruita e le donne erano più visibili nella sfera pubblica che mai. Anche la cooperazione interrazziale fu fondamentale per costruire reti e acquisire influenza.
La Barrier Williams si distinse come artista e studiosa. Era una nota ritrattista e studiava tedesco. Lei e suo marito furono tra i membri fondatori del Prudence Crandall Study Club, un'organizzazione formata dalla comunità nera afroamericana di Chicago. Lei era direttrice del dipartimento di arte e musica e guidava il gruppo femminile insieme a Mary Jones, che era per lei mentore e amica. Erano conosciute come le "signore negre colte".
Sebbene molte organizzazioni di donne bianche non abbracciassero le loro controparti nere da pari a pari, Barrier Williams si è guadagnata un posto nell'Illinois Woman's Alliance (IWA), che ha fornito un ponte tra le donne del Prudence Crandall Study Club e il mondo più vasto dell'attivismo pubblico, in particolare all'interno del movimento operaio. L'IWA ha reso pubbliche le questioni delle donne, in particolare per quanto riguarda la salute e l'igiene. Lei divenne vicepresidente dell'IWA nel 1889 e prestò servizio nel comitato concentrato sulla salute e l'igiene dei poveri.
Associandosi sia a Frederick Douglass che a Booker T. Washington, rappresentò il punto di vista dei neri americani nell'Illinois Women's Alliance e tenne spesso conferenze sulla necessità che tutte le donne, ma soprattutto le donne nere, avessero il voto. I suoi diritti di donna furono riconosciuti quando fu l'unica nera americana selezionata per elogiare Susan B. Anthony alla convention della National American Woman Suffrage Association del 1907.
La Barrier Williams aiutò a fondare la National League of Colored Women nel 1893 e il suo successore, la National Association of Colored Women's Clubs (NACW) nel 1896. Fu anche tra i fondatori della National Association for the Advancement of Colored People (NAACP), e lavorò con Mary Church Terrell per creare la National Federation of Afro-American Women nel 1895.
Giocò un ruolo cruciale nel sostenere lo sviluppo del Provident Hospital, che aprì nel 1891. Esercitò forti pressioni per un ospedale per i neri e gestito dai neri, in particolare dotato di infermieri completamente neri, che avrebbe fornito un'opportunità di lavoro tanto necessaria per le donne nere.
Utilizzò la sua alleanza con l'IWA per facilitare il suo ingresso nel movimento dei club delle donne bianche. Fu nominata come la prima donna nera al prestigioso Chicago Woman’s Club nel 1894 e quando fu nominata, lei e i suoi sostenitori ricevettero minacce, sia pubbliche che private. Fu una lotta per finalizzare la sua nomina, ma alla fine fu inserita come membro nel 1896.
Con suo marito hanno lavorato per l'Hyde Park Colored Voters Republican Club e la Colored Taft League. Svolse un ruolo centrale e continuo nello sviluppo del Frederick Douglass Center nel 1905, una casa di insediamento, che chiamò "la casa nera di Hull". È stata anche determinante nella creazione della Phyllis Wheatley Home for Girls.

#### Esposizione Colombiana del 1893

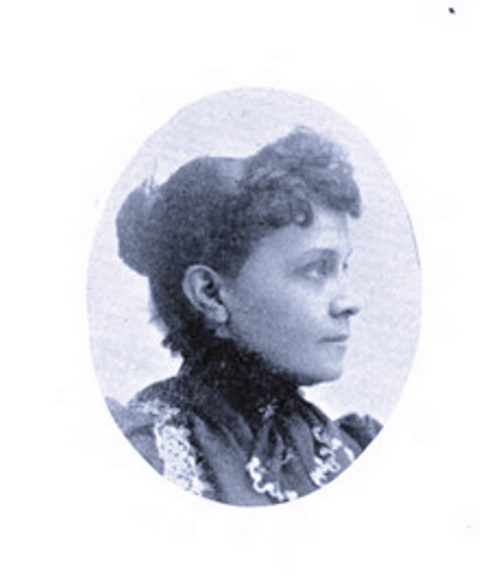
Fannie Barrier Williams

Ottenne un riconoscimento pubblico più ampio grazie ai suoi sforzi per ottenere una rappresentanza di individui neri all'Esposizione colombiana di Chicago del 1893. Riuscì ad avere due incarichi nel personale designati per i neri americani e si assicurò che gli interessi dei neri americani fossero inclusi nel programma. È stata nominata impiegata responsabile degli interessi di colore presso il Dipartimento di pubblicità e promozioni.
Fu invitata a presentare due importanti interventi all'Esposizione. Nel primo, "Il progresso intellettuale delle donne di colore degli Stati Uniti dalla proclamazione dell'emancipazione"; parlò al Congresso mondiale delle donne rappresentative, e contestò l'idea che la schiavitù avesse reso le donne americane nere incapaci degli stessi livelli morali e intellettuali delle altre donne. Invitò tutte le donne a unirsi per rivendicare i loro diritti inalienabili. Il suo discorso fu seguito da una discussione di Anna Julia Cooper e Fanny Jackson Coppin, nonché da parole di elogio per i discorsi di tutte e tre le donne da parte di Frederick Douglass.
Il secondo discorso è stato presentato al World's Parliament of Religions. Il discorso, intitolato "Cosa può fare ulteriormente la religione per migliorare la condizione dei negri americani?", invitava le chiese, in particolare quelle del sud, ad aprire le loro porte a tutte le persone, indipendentemente dalla razza. Lei proclamò una fede continua nella capacità della religione e della fede di correggere i problemi della società.

### Anni successivi
Dal 1900 divenne una schietta sostenitrice del programma di adattamento e auto-miglioramento di Booker T. Washington. Dopo la morte del marito nel 1921, Barrier Williams rimase a Chicago fino al 1926. Nel 1924, la vedova Williams divenne la prima donna e la prima americana nera ad essere nominata nel Chicago Library Board.
Tornò a Brockport nel 1926 per vivere con sua sorella Ella D. Barrier, dove godette di una vita molto più semplice e tranquilla. La Brockport Republic scrisse nel 1932 che era "molto malata di influenza". Apparentemente si riprese, ma a causa del peggioramento della sua salute, scrisse le sue ultime volontà e il suo ultimo testamento cinque anni dopo. Nominò le persone a cui generalmente teneva e le organizzazioni in cui le persone avevano abbracciato il suo attivismo come beneficiari delle sue proprietà e dei suoi possedimenti.

### Morte ed eredità
Il 4 marzo 1944 morì dopo una lunga malattia. Fu sepolta al cimitero di Brockport il 14 marzo 1944, alle 14. Le sopravvisse la sorella, Ella D. Barrier, che morì un anno dopo.
In 2014 SUNY-College di Brockport ha intitolato a lei la borsa di studio Fannie Barrier Williams Women of Courage. Viene assegnato agli studenti con un GPA 3.0 o superiore e i requisiti includono un saggio sul loro impegno per la giustizia sociale. Nel 2022, la scuola ha ribattezzato il Liberal Arts Building in suo onore, ora chiamato Fannie Barrier Williams Liberal Arts Building. Il villaggio di Brockport ha anche designato il 6 ottobre 2022 come Fannie Barrier Williams Day.

## Pubblicazioni
- (EN) Booker T. Washington, Norman B. Wood e Fannie Barrier Williams, A New Negro for a New Century: An Accurate and Up-to-Date Record of the Upward Struggles of the Negro Race, a cura di John E. MacBrady, Chicago, IL, American Publishing House, 1900.
- (EN) Fannie Barrier Williams, "A Northern Negro's Autobiography", in The Independent, LVII, n. 2002, 14 luglio 1904.
- (EN) Fannie Barrier Williams, "After Many Days: A Christmas Story", in Bettye Collier-Thomas (a cura di), A Treasury of African-American Christmas Stories, Originally published in The Colored American Magazine 6, n. 2, New York, Henry Holt and Company, dicembre 1902,  pp. 140-153.
- (EN) Fannie Barrier Williams, The New Woman of Color: The Collected Writings of Fannie Barrier Williams 1893–1918, DeKalb, IL, Northern Illinois University Press, 2002.